# جوستين هوغما
جوستين هوغما (بالهولندية: Justin Hoogma) (11 يونيو 1998 بأنسخديه في هولندا - ) هو لاعب كرة قدم هولندي في مركز الدفاع. لعب مع هيراكليس ألميلو.

## روابط خارجية
- جوستين هوغما على موقع قاعدة بيانات كرة القدم.إي يو (الإنجليزية)
- جوستين هوغما على موقع بيانات كرة القدم. دي إي (الألمانية)
- جوستين هوغما على موقع Soccerway.com (الإنجليزية)
- جوستين هوغما على موقع عالم كرة القدم.نت (الإنجليزية)